# Jimmy Pahun
Jean-Michel Pahun, dit Jimmy Pahun, né le 15 mai 1962 à Port-Louis (Morbihan) ou Paris (Seine) selon les sources, est un skippeur, journaliste sportif et homme politique français.
Il est élu député dans la 2e circonscription du Morbihan lors des élections législatives de 2017, puis est réélu en 2022 et en 2024. Il siège au sein du groupe Démocrate et est membre de la commission du Développement durable et de l'Aménagement du territoire de l'Assemblée nationale.

## Situation personnelle
Jean-Michel Pahun est né à Port-Louis, dans le Morbihan, ou à Paris. Son père, Francis Pahun, travaille pour la compagnie transatlantique qui gère le paquebot France et est amené à être en poste à New-York, et Jean-Michel Pahun y vit entre ses 6 et 8 ans. À son retour en France, la famille s'installe à Locmiquélic, dont le père est maire pendant 18 ans. Jean-Michel Pahun est le cadet d'une famille de quatre enfants.
En difficulté scolaire, il arrête sa scolarité à 16 ans sans le baccalauréat et commence à travailler comme marin-pêcheur.
Il commence la voile vers l’âge de 7-8 ans, mais indique avoir vraiment démarré avec Jeunesse et Marine à l'âge de 12-13 ans.

## Carrière sportive
Jimmy Pahun gagne sa vie comme skipper pendant une vingtaine d'années, et est plusieurs fois champion de France de course au large. Il participe également à donner à la voile une ampleur médiatique grâce à ses rapports étroits avec la presse.
En 1996, il remporte la Transat AG2R avec Alain Gautier et est aussi vainqueur à 10 reprises du Spi Ouest France entre 1985 et 2006.
Il est le capitaine d’armement du voilier aux couleurs de la région Île-de-France sur le Tour de France à la voile depuis 1999.

## Reconversion dans les médias
Il suit des cours au centre de formation des journalistes de l'université Panthéon-Assas, à Paris, à partir de 1988, avec d'autres sportifs de haut niveau dans le cadre d'une préparation à la reconversion, puis commence une carrière de consultant pour différents médias en intervenant comme spécialiste de la voile. Entre 1992 et 2000, il est consultant sur la Coupe de l'America pour Paris Première. En 1996, il est consultant voile de Canal+ pour les Jeux olympiques d'été d'Atlanta aux côtés du journaliste de L'Équipe Antoine Le Séguillon. En 2008, il est consultant voile de France Télévisions pour les Jeux olympiques d'été de Pékin.
Depuis 2008, il anime l'émission Le Café de la Marine, précédemment sur La Radio de la mer avec Pierre-Yves Lautrou. L'émission est enregistrée à Lorient, à la Cité de la voile Éric Tabarly . Depuis 2011, l'émission est diffusée sur les télévisions locales bretonnes Tébéo, TébéSud, TéléNantes et TVR.
À partir de septembre 2009, il publie deux fois par mois une chronique La Risée de Jimmy Pahun pour le site Internet du journal Ouest-France.

## Parcours politique

### Premiers engagements locaux
Jimmy Pahun commence à s'engager en politique en se présentant lors des élections municipales 2001 à Port-Louis. Il figure sur la liste DVD menée par Yves Le Garrec, et est élu conseiller municipal d'opposition. Il y siège jusqu'en 2008 et ne se représente pas lors de l'élection suivante. Il revient à la politique municipale à l'occasion des élections municipales 2014, et mène une liste DVG qui arrive en 3e place avec 21,65 % des suffrages exprimés. Il siège de nouveau comme conseiller municipal d'opposition, jusqu'en 2020.
Il s'engage en 2007 dans l'opposition à l'extraction de sable dans le massif dunaire de Gâvres-Quiberon, et est le porte-parole du Collectif le peuple des dunes ; il est alors l'une des personnes à l'origine du succès de la manifestation sur la plage d'Erdeven. Il est à l'époque sympathisant de Génération écologie, puis du Modem.
Après avoir envisagé de se présenter en son nom sous l'étiquette Génération écologie sur la deuxième circonscription du Morbihan lors des élections législatives de 2007, il rejoint la liste de la candidate Modem Christine Bellego en qualité de suppléant. La liste est battue au premier tour avec 6,68 % des suffrages exprimés.

### Député du Morbihan
Il est candidat sans étiquette aux élections législatives de 2017 dans la deuxième circonscription du Morbihan. Alors que le parti présidentiel La République en marche a investi le maire de Pluvigner, Gérard Pillet, Jimmy Pahun conteste localement cette investiture ce qui pousse Gérard Pillet à retirer sa candidature. Sans avoir lui-même obtenu l'investiture de La République en marche , il se réclame néanmoins de la majorité présidentielle d'Emmanuel Macron. Il remporte le second tour avec 51,06 % des suffrages exprimés face au député Les Républicains sortant Philippe Le Ray. Il siège alors à l'Assemblée en tant que membre apparenté du groupe du Mouvement démocrate et apparentés, sans être encarté au Mouvement démocrate, et siège au sein de la commission du Développement durable et de l'Aménagement du territoire.
En septembre 2018, après la nomination de François de Rugy au gouvernement, il soutient la candidature de Barbara Pompili à la présidence de l'Assemblée nationale.
Sa proposition de loi, visant à préserver les activités économiques et agricoles en zone littorale, est adoptée en 2019.
Il se représente lors des élections législatives de 2022 sous l'étiquette Modem et est investi par la coalition présidentielle Ensemble. Il est réélu en battant le candidat LFI de la coalition des partis de gauche Nupes Karol Kirchner avec 58,60 % des voix. En 2024, à la suite de la dissolution parlementaire, il est réélu au second tour face au candidat RN Florent de Kersauson avec 65,44 % des voix.

### Synthèse des résultats électoraux

#### Élections législatives
| Année | Parti | Parti          | Circonscription | 1er tour | 1er tour | 1er tour | 2d tour | 2d tour | 2d tour |
| Année | Parti | Parti          | Circonscription | Voix     | %        | Rang     | Voix    | %       | Issue   |
| ----- | ----- | -------------- | --------------- | -------- | -------- | -------- | ------- | ------- | ------- |
| 2017  |       | Sans étiquette | 2e du Morbihan  | 15 922   | 28,89    | 1er      | 21 223  | 51,06   | Élu     |
| 2022  |       | LREM           | 2e du Morbihan  | 19 426   | 32,94    | 1er      | 32 026  | 58,60   | Élu     |
| 2024  |       | MoDem          | 2e du Morbihan  | 26 667   | 32,14    | 1er      | 52 138  | 65,44   | Élu     |

## Palmarès
- 1985
  - Vainqueur du Spi Ouest-France
- 1991
  - Vice-champion d'Europe en First Class 8
  - 20e de la Solitaire du Figaro
- 1992
  - Vainqueur du Tour de France à la voile sur Sodifac Roubaix
  - Champion de France de course au large
- 1993
  - 2e du Tour de France à la Voile
  - Vainqueur du Spi Ouest-France
- 1994
  - 2e à la Sardinia Cup en Mumm 36
  - 5e au Championnat d'Europe de Mumm 36
  - 38e de la Solitaire du Figaro
- 1995
  - 3e au Championnat d'Europe de Mumm 36
  - Champion de France de course au large
- 1996
  - Vainqueur de la Transat AG2R avec Alain Gautier sur Broceliande
- 1998
  - Tour de France à la voile sur Team Jeanneau - Helly Hansen
  - Transat AG2R avec Bertrand de Broc
- 1999
  - 4e du Tour de France à la voile avec Région Île-de-France
  - Vainqueur du Trophée Atlantique UNCL (Sun Fast 40, Team Jeanneau)
- 2000
  - 3e du Tour de France à la voile avec Région Île-de-France
  - Vainqueur du Trophée Atlantique UNCL (Sun Fast 37, Région Île-de-France - Team Jeanneau)
- 2001
  - 3e du Tour de France à la voile avec Région Île-de-France
  - Vainqueur du Spi Ouest-France (Sun fast 43, Région Île-de-France)
  - Vainqueur du Trophée Atlantique UNCL (Sun fast 43, Région Île-de-France)
- 2002
  - 2e du Tour de France à la voile sur Région Île-de-France
- 2003
  - 2e du Tour de France à la voile sur Région Île-de-France
- 2004
  - 4e du Tour de France à la voile sur Région Île-de-France
  - Vainqueur du Spi Ouest-France (Grand Soleil 45, Région Île-de-France)
- 2005
  - 4e du Tour de France à la voile sur Région Île-de-France
  - Vainqueur du Spi Ouest-France (Grand Soleil 37, Région Île-de-France)
- 2006
  - Vainqueur du Spi Ouest-France (Grand Soleil 43, Région Île-de-France)
- 2007
  - 3e du Spi Ouest-France (First 34.7, Dsm Dyneema/Île-de-France)
- 2008
  - 10e du Tour de France à la voile sur Île-de-France
  - 2e (dans sa catégorie) de la Course Croisière EDHEC en First 34.7
- 2009
  - 7e du Tour de France à la voile sur Espoirs Île-de-France (1er équipage amateur)
- 2010
  - 9e du Spi Ouest-France (First 35, Tactiques Île-de-France)
- 2017
  - 3e (dans sa catégorie) de la Course Croisière EDHEC en Sun Odyssey 40

## Distinction
- Chevalier de l'ordre du Mérite maritime par décret du 16 janvier 1997[29].